# 黑普贝格
黑普贝格是德国巴伐利亚州的一个市镇。总面积4.16平方公里，总人口2470人，其中男性1258人，女性1212人（2011年12月31日），人口密度594人/平方公里。